# حمامى حرورية
حُمامَى حَرورِيَّة، المعروفة أيضًا باسم طفح زجاجة الماء الساخن، هو حالة جلدية ناتجة عن التعرض طويل الأمد للحرارة ( الأشعة تحت الحمراء ). يمكن أن يؤدي التعرض للإشعاع الحراري المطول للجلد إلى تطور حمامي شبكي وفرط تصبغ وتقشر وتوسع الشعيرات في المنطقة المصابة. قد يشتكي بعض الأشخاص من حكة خفيفة وإحساس حارق، ولكن في كثير من الأحيان، ما لم يلاحظ تغير في التصبغ، يمكن أن يمر دون أن يلاحظه أحد.

## الأسباب

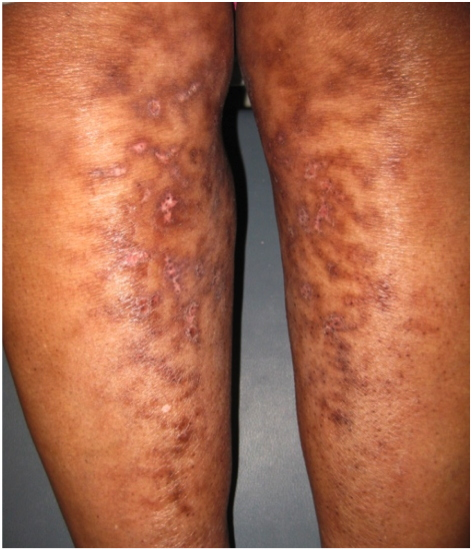
بقع شبكية، متشابكة، مفرطة التصبغ مع عدد قليل من اللطاخات الحمامية المتناثرة عند التقاطعات على الجوانب الداخلية للساق السفلية

يمكن أن تتسبب الأنواع المختلفة من مصادر الحرارة في حدوث هذه الحالة مثل:
- الاستخدام المتكرر لزجاجات الماء الساخن أو بطانيات التدفئة أو الضمادات الحرارية لعلاج الآلام المزمنة - مثل آلام الظهر المزمنة.[3]
- التعرض المتكرر لمقاعد السيارة المدفأة أو المدافئ أو المواقد. يعد التعرض المتكرر أو المطول للسخان سببًا شائعًا لهذه الحالة لدى الأفراد المسنين.
- المخاطر المهنية لصائغي الفضة والمجوهرات (تعرض الوجه للحرارة) والخبازين والطهاة (الذراعين والوجه)
- وضع جهاز الكمبيوتر المحمول على الفخذ (حمامي مُحرّض بالكمبيوتر المحمول). في مراجعة عام 2012، وصف رياحي وكوهين خصائص الحمامي التي يسببها الكمبيوتر المحمول. درجات الحرارة بين 43-47 درجة مئوية يمكن أن تسبب هذه الحالة الجلدية، يمكن لأجهزة الكمبيوتر المحمولة الحديثة توليد درجات حرارة في هذا النطاق. في الواقع، يمكن أن تصل درجات حرارة أجهزة الكمبيوتر المحمولة ذات المعالجات القوية إلى 50 درجة مئوية ويرافقها حدوث الحروق. يمكن أن يسمح وضع الكمبيوتر المحمول على الفخذين بالتعرض المباشر لعناصر التسخين في الكمبيوتر المحمول، والتي تشمل وحدة المعالجة المركزية (CPU) ووحدة معالجة الرسومات (GPU). تم الإبلاغ عن 15 حالة على الأقل بحلول عام 2012 والتي تؤثر عادة على الفخذ الأمامي الأيسر.[4] في هذه التقارير، كان 9 من 15 مريضًا من النساء (60٪) بمتوسط عمر 25 عامًا عند التشخيص.
- في كشمير، بسبب استخدام الكنغر الذي يسبب أيضًا سرطان الكنغر.
- إنه اكتشاف تقليدي في التهاب البنكرياس المزمن ويمكن أيضًا رؤيته في الأشخاص المصابين بقصور الغدة الدرقية أو الوذمة اللمفاوية

## طريقة تطور المرض
لا تزال طريقة التطور في الإصابة بالحمامي غير معروفه. لقد تم اقتراح أن التعرض للإشعاع الحراري يمكن أن يتسبب في تلف الأوعية الدموية السطحية مما يؤدي لاحقًا إلى تمدد الأوعية الدموية في البشرة. يظهر تمدد الأوعية شكليًا على أنه حمامي ملحوظ في البداية. ثم يظهر تسرب خلايا الدم الحمراء وترسب الهيموسيديرين اكلينيكيا على أنه فرط تصبغ يمكن أن يحدث في توزيع شبكي. كما تم عرض توزيع الأوعية الدموية المصابة - في الغالب في الضفيرة السطحية تحت الجلد (الموجودة في الأدمة الحليمية ) - نتج عنها نمط شبيه بالشبكة من آفات الجلد الحُمامِيَّة.

## تشخيص

### تشخيص متباين
- تزرق شبكي
- التهاب الأوعية الدموية

## علاج
يعتبر التوقف عن التلامس مع مصدر الحرارة هو العلاج الأولي للحمامي الحروري. إذا تأثرت المنطقة بشكل خفيف مع احمرار طفيف، فقد تختفي الحالة من تلقاء نفسها في غضون بضعة أشهر. إذا كانت الحالة شديدة وكان الجلد مصطبغاً وضامرًا، فإن الحل غير محتمل. في هذه الحالة، هناك احتمال أن يتشكل سرطان الخلايا الحرشفية أو سرطان الغدد الصماء العصبية مثل سرطان خلايا ميركل. إذا كان هناك قرحة مستمرة لا تلتئم أو وجود كتلة متنامية داخل الطفح الجلدي، فيجب إجراء خزعة من الجلد لاستبعاد احتمال الإصابة بسرطان الجلد. إذا أظهرت آفات الحمامي الحروري تغيرات ما قبل السرطان، يوصى باستخدام كريم 5-fluorouracil.  الجلد المصطبغ بشكل غير طبيعي قد يستمر لسنوات. قد يؤدي العلاج باستخدام تريتينوين الموضعي أو العلاج بالليزر إلى تحسين المظهر. 

## الإنتشار الوبائي
يظهر الحمامي الحروري بشكل شائع في المسنين الذين وقفوا أو جلسوا بالقرب من النيران المفتوحة أو السخانات الكهربائية ؛ ومع ذلك، تم الإبلاغ عن الحمامي الحروري في كل من الشباب وكبار السن. النساء أكثر عرضة للإصابة بالحمامي من الرجال. على الرغم من أن الاستخدام الواسع للتدفئة المركزية قد قلل من الإصابة الإجمالية للحمامي الحروري، إلا أنه لا يزال موجودًا في بعض الأحيان في الأشخاص المعرضين للحرارة من مصادر أخرى مثل وسادات التدفئة والمدافئ وزجاجات الماء الساخن والأجهزة الإلكترونية.